# Patrick Renversé
Patrick Renversé, né le 1er novembre 1959 est un pongiste originaire de Mourmelon-le-Grand, dans la Marne, qui a été quatre fois champion de France simple messieurs dans les années 1980, juste avant l'ère de la domination de Jean-Philippe Gatien. Après sa carrière sportive, il a participé à de nombreux shows avec Jacques Secrétin.

## Palmarès
- 4 fois champion de France sénior, en 1983, 1984, 1985 et 1987[2]
- Champion de France double messieurs en 1981 et 1983
- 4 fois champion de France par équipes (en 1982 avec l'AS Messine Paris, en 1987 avec la Trinité Sports)
- Champion d'Europe par équipes en 1984
- Vice-champion d'Europe par équipes
- Finaliste de la Coupe d'Europe Nancy-Evans avec l'AS Messine Paris en 1982
- 9e aux championnats du Monde
- 270 sélections en équipe de France